# Кириллов, Елпидифор Анемподистович
Елпидифор Анемподистович Кири́ллов (1883 — 27 ноября 1964, Одесса) — советский физик, доктор физико-математических наук, создатель одесской научной школы в области научной фотографии.

## Биография
Родился 26 сентября (8 октября) 1883 года в селе Шипка (ныне  Шолданештский район, Молдова). Окончил математическое отделение физико-математического факультета Новороссийского университета (ныне Одесский национальный университет имени И. И. Мечникова) в 1907 году с дипломом первой степени и был оставлен при кафедре физики для подготовки к профессорскому званию. С 1908 года по 1915 год, будучи ассистентом на Высших женских курсах, также работал по совместительству наблюдателем магнитно-метеорологической обсерватории, а затем лаборантом кафедры физики физико-математического факультета Новороссийского университета (ныне — Одесский национальный университет имени И. И. Мечникова) . В 1915 — 1916 году Кириллов получил звание магистра и избран приват-доцентом кафедры физики.
С 1921 года заведовал кафедрой экспериментальной физики. В 1926 году вступил на должность директора Института физики при Одесском университете, которую занимал до конца жизни. В 1939 году по представлению АН СССР ему присуждена учёная степень доктора физико-математических наук без защиты диссертации. В годы Великой Отечественной войны продолжал работать в эвакуированном университете сначала в Майкопе, а затем в Байрам-Али. В 1944 — 1950 годах Кириллов также заведовал кафедрой физики в ОГУ имени И. И. Мечникова.
Умер 27 ноября 1964 года в Одессе (Украина).

## Научная деятельность
Основные работы Елпидифора Кириллова находятся в области оптики, в частности это исследования оптических и фотоэлектрических явлений в галогенидах серебра, внутренний фотоэффект, физические основы фотографического процесса. За время работы в НИИ физики профессор Кириллов создал свою научную школу в области научной фотографии и проблем, связанных с оптическими и фотоэлектрическими свойствами кристаллов.
В 1930 году Кириллов открыл отрицательный фотоэффект (уменьшение тока под действием света), изучил его спектр и показал, что он связан с образованием скрытого изображения, установив тем самым связь между фотоэлектрическими и фотохимическими процессами. В период с 1946 год по 1953 год Кириллов выполнил цикл исследований спектров поглощения тонких слабоокрашенных под действием света слоев галоидного серебра, обнаружив в них тонкую структуру полос поглощения фотохимической окраски и скрытого изображения.

## Награды и премии
- Сталинская премия второй степени (1952) — за открытие и исследование тонкой структуры спектра поглощения фотохимически окрашенного галоидного серебра, изданные в серии статей, опубликованных в журналах: «Известия Академии наук СССР», «Успехи научной фотографии» и в «Трудах Одесского государственного университета имени И. И. Мечникова» (1949—1951)
- орден Ленина и медали

## Интересные факты
Профессор Кириллов способствовал приезду в Советский Союз в 1935 году известного немецкого физика Гвидо Бека, который положил начало теоретической физики в Одессе.
Как вспоминал Игорь Петрович Зелинский, из-за труднопроизносимого имени и отчества Кириллова сотрудники называли его Аккордеоном Патефоновичем.